# World Surf League 2015

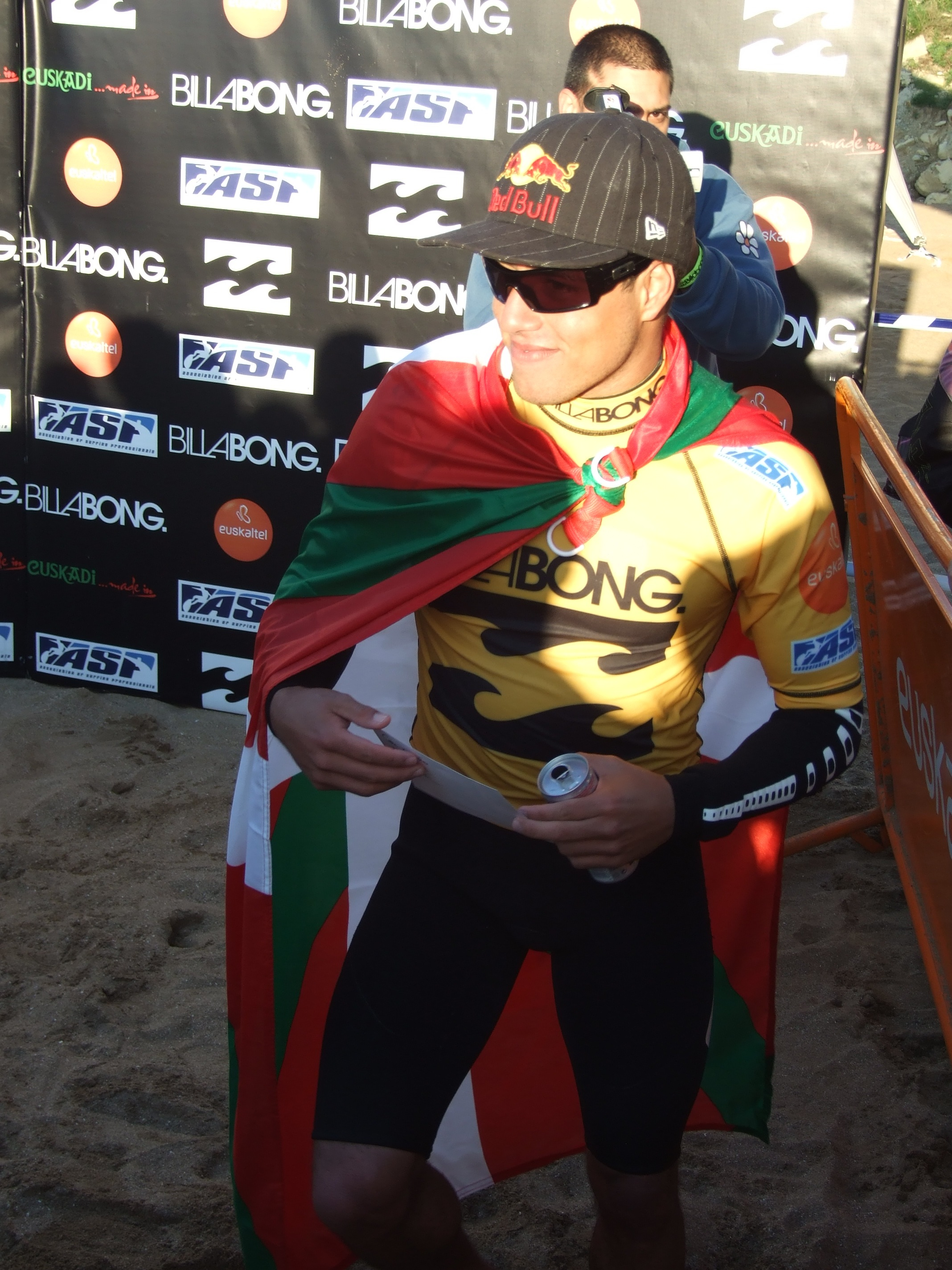
Adriano de Souza remporte son premier titre de champion du monde.

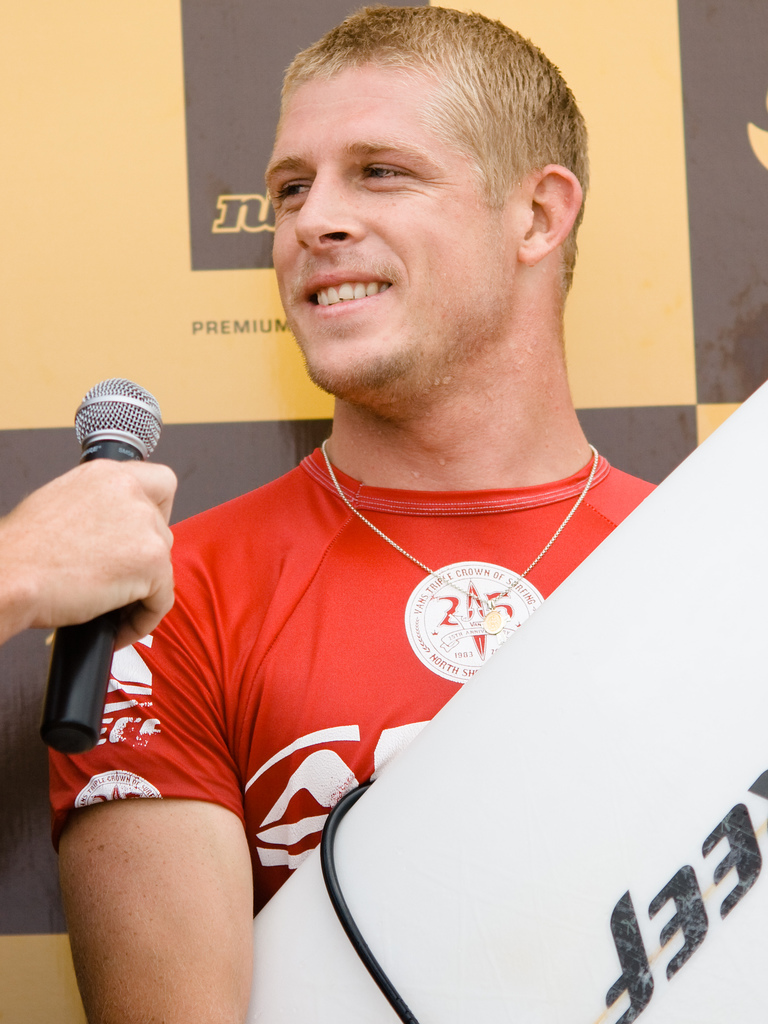
Mick Fanning, champion du monde 2013, termine à la seconde place pour la seconde année d'affilée.

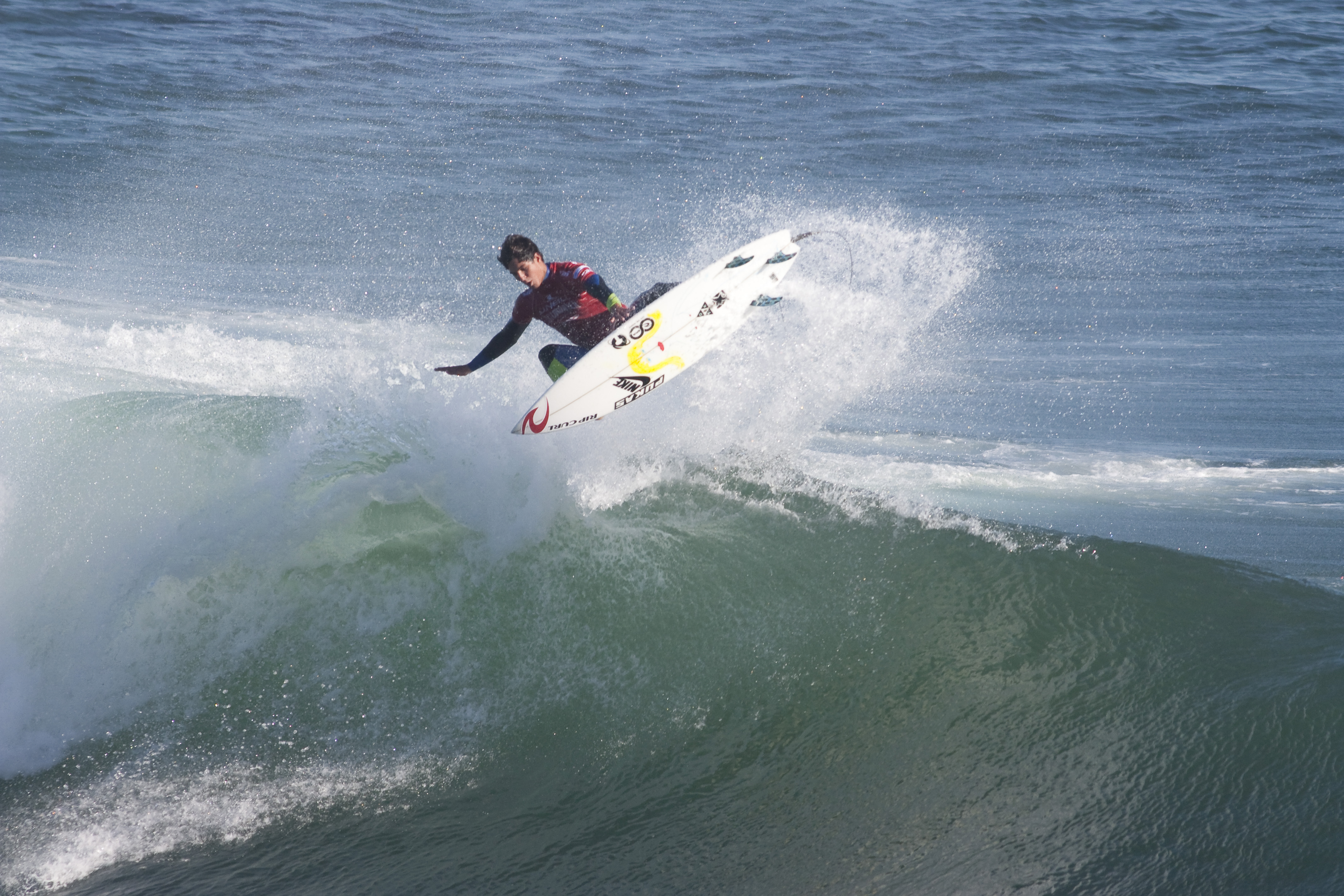
Gabriel Medina, champion du monde en titre, termine troisième.

Le World Surf League Championship Tour 2015 est un circuit professionnel de surf organisé par la World Surf League et qui constitue la division d'élite du championnat du monde en 2015. Il s'agit de la quarantième édition du championnat, qui se déroule en plusieurs étapes dispersées à travers le monde entre février 2015 et décembre 2015. Le vainqueur est Adriano de Souza, couronné lors de la dernière compétition de l'année, au Billabong Pipe Masters, en la remportant.

## Participants

### Top 34
Les surfeurs qualifiés pour le championnat du monde 2015 sont les 22 premiers du classement 2014 ainsi que les 10 premiers des Qualifying Series (en retirant les 22 surfeurs déjà qualifiés par le biais du World Tour). Deux wild cards sont également attribuées par la World Surf League.
- Les 22 premiers au classement de l'ASP World Tour 2014 :

| Place | Surfeur             | Pays                |
| ----- | ------------------- | ------------------- |
| 1     | Gabriel Medina      | Brésil              |
| 2     | Mick Fanning        | Australie           |
| 3     | John John Florence  | Hawaï               |
| 4     | Kelly Slater        | États-Unis          |
| 5     | Michel Bourez       | Polynésie française |
| 6     | Joel Parkinson      | Australie           |
| 7     | Jordy Smith         | Afrique du Sud      |
| 8     | Adriano de Souza    | Brésil              |
| 9     | Taj Burrow          | Australie           |
| -     | Josh Kerr           | Australie           |
| 11    | Kolohe Andino       | États-Unis          |
| 12    | Owen Wright         | Australie           |
| 13    | Nat Young           | États-Unis          |
| 14    | Julian Wilson       | Australie           |
| 15    | Adrian Buchan       | Australie           |
| 16    | Bede Durbidge       | Australie           |
| 17    | Filipe Toledo       | Brésil              |
| 18    | Kai Otton           | Australie           |
| 19    | Miguel Pupo         | Brésil              |
| 20    | Sebastian Zietz     | Hawaï               |
| 21    | Frederick Patacchia | Hawaï               |
| 22    | Jadson André        | Brésil              |

- Les 10 premiers du circuit Qualifying Series 2014.

Ce classement reprend les 5 meilleurs résultats des surfeurs sur les épreuves des Qualifying Series. Les surfeurs déjà qualifiés par le biais du top 22 du championnat du monde sont exclus de cette liste : 
| Place | Surfeur          | Pays             |
| ----- | ---------------- | ---------------- |
| 2     | Matt Banting     | Australie        |
| 4     | Wiggolly Dantas  | Brésil           |
| 6     | Adam Melling     | Australie        |
| 7     | Ítalo Ferreira   | Brésil           |
| 8     | Matt Wilkinson   | Australie        |
| 9     | Keanu Asing      | Hawaï            |
| 10    | Dusty Payne      | Hawaï            |
| 11    | Jérémy Florès    | France           |
| 13    | Brett Simpson    | États-Unis       |
| 16    | Ricardo Christie | Nouvelle-Zélande |

Jérémy Florès (11e), Brett Simpson (13e) et Ricardo Christie (16e) bénéficient de la requalification via le World Tour de Filipe Toledo (1er), Julian Wilson (3e), Jadson André (5e), Adriano de Souza (12e), Michel Bourez (14e) et Jordy Smith (15e).
- Deux wild cards décernées par la WSL :
  - C. J. Hobgood ( États-Unis) : 24e du World Tour, champion du monde en 2001, cinq fois dans le top 10 et 11e en 2013.
  - Glenn Hall ( Irlande) : 34e du World Tour, blessé durant 8 épreuves en 2013, remplaçant n°1 en 2014 (6 épreuves).

### Remplaçants
En cas d'absence d'un des surfeurs du Top 34, un remplaçant peut être appelé. Les quatre surfeurs retenus sont les 2 surfeurs qui suivaient le Top 22 du WCT et le Top 10 du classement mondial ASP (classement 2014 entre parenthèses).
- Choix no 1 : Alejo Muniz ( Brésil) (26e de l'ASP World Tour, blessé durant 2 épreuves)
- Choix no 2 : Tomas Hermes ( Brésil) (17e de l'ASP World Rankings)
- Choix no 3 : Aritz Aranburu ( Espagne) (27e de l'ASP World Tour)
- Choix no 4 : Garrett Parkes ( Australie) (18e de l'ASP World Rankings)

### Places au choix des organisateurs
Au cours de chaque épreuve, deux places restent à pourvoir. Elles peuvent être attribuées par wild cards et/ou à l'issue d'une épreuve de qualification.

### Changements
Cinq surfeurs intègre le championnat du monde pour la première fois : Matt Banting, Wiggolly Dantas, Italo Ferreira, Keanu Asing et Ricardo Christie. Dusty Payne (présent de 2010 à 2013, mais blessé durant 4 épreuves en 2013) fait également son retour via le WQS. Glen Hall, également présent en 2013 mais blessé pendant 8 épreuves, puis remplaçant en 2014 (6 épreuves), effectue lui aussi son retour mais via une wild card de l'ASP.
Alejo Muniz (présent depuis 2011) et Aritz Aranburu (2008-2009 et 2014) perdent leur place de titulaire mais seront remplaçant. Dion Atkinson (2014), Tiago Pires (depuis 2008), Mitch Crews (2014), Travis Logie (2005-2008 et depuis 2010) et Raoni Monteiro (2004-2007 et depuis 2011) quittent quant à eux le championnat du monde.
Mitch Coleborn (3 épreuves en 2014), Patrick Gudauskas (2010-2013) et Willian Cardoso (6 épreuves en 2012-2013), remplaçants en 2014, n'ont pas réussi à se qualifier.

### Favoris
On peut citer comme favoris : Gabriel Medina (champion de monde en titre), Mick Fanning (triple champion du monde, quatre fois 3e, 2e en 2014),  Kelly Slater (onze fois champion du monde, 2e en 2013, 4e en 2014), Joel Parkinson (champion du monde 2012 et huit fois dans le top 4 du championnat), Taj Burrow (neuf fois dans le top 4, 5e en 2013) ou encore  John John Florence (4e en 2012, 10e en 2013, 3e en 2014).
On peut retenir parmi les outsiders Jordy Smith (2e en 2010, 4e en 2013, 7e en 2011 et 2014), Adriano de Souza (5e en 2009, 2011 et 2012, 8e en 2014), Josh Kerr (8e en 2011 et 2012, 9e en 2013 et 2014), Julian Wilson (9e en 2011 et 2012, 6e en 2013) ou encore Michel Bourez (5e en 2014 et 6e en 2011).

## Résumé de la saison
A compléter

## Calendrier
| Étape | Compétition                   | Site                                  | Pays           | Dates                    | Vainqueur        | Finaliste                  | Classement général |
| ----- | ----------------------------- | ------------------------------------- | -------------- | ------------------------ | ---------------- | -------------------------- | ------------------ |
| 1     | Quiksilver Pro Gold Coast     | Gold Coast, Queensland                | Australie      | Du 28 février au 12 mars | Filipe Toledo    | Julian Wilson              | Filipe Toledo      |
| 2     | Rip Curl Pro Bells Beach      | Bells Beach, Victoria                 | Australie      | Du 1er au 12 avril       | Mick Fanning     | Adriano de Souza           | Mick Fanning       |
| 3     | Drug Aware Margaret River Pro | Margaret River, Australie-Occidentale | Australie      | Du 15 au 26 avril        | Adriano de Souza | John John Florence         | Adriano de Souza   |
| 4     | Oi Rio Pro                    | Barra da Tijuca, Rio de Janeiro       | Brésil         | Du 11 au 22 mai          | Filipe Toledo    | Bede Durbidge              | Adriano de Souza   |
| 5     | Fiji Pro                      | Namotu et Tavarua                     | Fidji          | Du 1er au 13 juin        | Owen Wright      | Julian Wilson              | Adriano de Souza   |
| 6     | J-Bay Open                    | Jeffreys Bay, Cap-Oriental            | Afrique du Sud | Du 8 au 19 juillet       | Pas de vainqueur | Mick Fanning Julian Wilson | Adriano de Souza   |
| 7     | Billabong Pro Tahiti          | Teahupoo, Taiarapu-Ouest              | Tahiti         | Du 14 au 25 août         | Jérémy Florès    | Gabriel Medina             | Adriano de Souza   |
| 8     | Hurley Pro at Trestles        | Trestles, Californie                  | États-Unis     | Du 9 au 20 septembre     | Mick Fanning     | Adriano de Souza           | Mick Fanning       |
| 9     | Quiksilver Pro France         | Soorts-Hossegor, Landes               | France         | Du 6 au 17 octobre       | Gabriel Medina   | Bede Durbidge              | Mick Fanning       |
| 10    | Moche Rip Curl Pro Portugal   | Peniche, Estremadura                  | Portugal       | Du 20 au 31 octobre      | Filipe Toledo    | Ítalo Ferreira             | Mick Fanning       |
| 11    | Billabong Pipe Masters        | Banzai Pipeline, North Shore d'Oahu   | Hawaï          | Du 8 au 20 décembre      | Adriano de Souza | Gabriel Medina             | Adriano de Souza   |

## Classement
Le classement final prend en compte les 9 meilleurs résultats (sur 11 épreuves) de chaque surfeur.
| Classement du Championship Tour à l'issue de la 11e étape |                  |        |
| 1er                                                       | Adriano de Souza | 57 700 |
| 2e                                                        | Mick Fanning     | 54 650 |
| 3e                                                        | Gabriel Medina   | 51 600 |
| 4e                                                        | Filipe Toledo    | 50 950 |
| 5e                                                        | Owen Wright      | 43 600 |
| 6e                                                        | Julian Wilson    | 42 700 |
| 7e                                                        | Ítalo Ferreira   | 41 600 |
| 8e                                                        | Jérémy Florès    | 41 200 |
| 9e                                                        | Kelly Slater     | 37 600 |
| 10e                                                       | Nat Young        | 33 200 |